# Glossotrophia asellaria
Glossotrophia asellaria là một loài bướm đêm trong họ Geometridae.